# Гладкий Сергій Федорович
Сергій Федорович Гладкий (нар. 23 жовтня 1929, село Адамівка, тепер Криничанського району Дніпропетровської області) — український радянський діяч, новатор виробництва в металургійній промисловості, старший горновий доменної печі. Герой Соціалістичної Праці (22.03.1966). Член ЦК КПУ в 1971—1990 р.

## Біографія
Народився в селянській родині. Навчався в сільській школі.
З 1945 року почав навчатися в ремісничому училищі і працювати на Дніпровському металургійному заводі імені Дзержинського у місті Дніпродзержинську. У 1947 році закінчив Дніпродзержинське ремісниче училище Дніпропетровської області.
З 1947 року — горновий доменної печі № 1 Дніпровського металургійного заводу імені Дзержинського. З 1952 року — старший горновий доменної печі № 7 доменного цеху Дніпровського металургійного заводу імені Дзержинського міста Дніпродзержинська Дніпропетровської області.
Член КПРС з 1957 року.
Закінчив вечірнє відділення Дніпродзержинського металургійного технікуму.
Досяг значних успіхів у виконанні виробничих планів, прискоренні освоєння нової доменної печі. Старшим горновим трудився до пенсії, а потім працював на дільниці переробки вогнерідких шлаків. Пропрацював 53 роки у доменному цеху Дніпровського металургійного заводу імені Дзержинського.
Обирався депутатом Дніпродзержинської міської ради та Дніпропетровської обласної ради.
З 2001 року — на пенсії у місті Дніпродзержинську Дніпропетровської області. Член ради Дніпродзержинської міської організації ветеранів України.

## Нагороди
- Герой Соціалістичної Праці (22.03.1966)
- орден Леніна (22.03.1966)
- ордени
- медалі
- заслужений металург Української РСР (1960)
- почесний громадянин міста Дніпродзержинська (1.06.2002)